# 우문씨
우문씨(중국어 정체자: 宇文氏, 병음: Yǔwén)는 삼국 시대와 진나라 시기의 선비족 지파인 우문선비의 성씨로서, 강성(姜姓)
염제신농씨의 후손에서 유래했다고 전해진다. 우문씨의 대표적 인물로 북주의 황제 우문태가 있다. 후에 북주(北周)를 건립하였으며, 우문씨는 북주의 황제 성씨이다.
또한 파야두(破野頭)라는 성씨를 사용하던 우문술이 우문씨로 바꾸어 활약하기도 했다.